# Szlak murali w Oświęcimiu

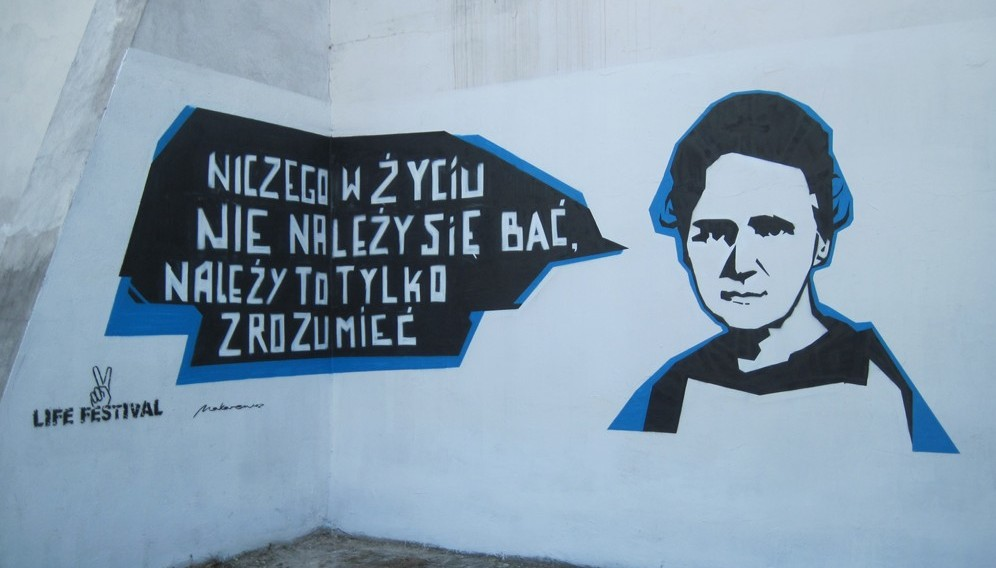
Mural z cyklu Gadające głowy, Maria Skłodowska-Curie, 2012

Szlak murali w Oświęcimiu – miejska kolekcja murali na budynkach w centrum Oświęcimia, tworzona od 2010 roku. Większość z nich swoją tematyką nawiązuje do propagowania pokoju, przełamywania barier i stereotypów kulturowych, a także przekazywania ducha tolerancji. Do tworzenia murali zapraszani byli wybitni artyści, m.in. Andrzej Pągowski, Edward Dwurnik, Rafał Olbiński oraz Tomasz Bagiński.  
Murale nawiązują tematyką do pokojowego przesłania festiwalu Life Festival Oświęcim, organizowanego w latach 2010-2018. Wszystkie murale opatrzone są sygnaturami autorów. Większość murali została wykonana przy wsparciu finansowym Miasta Oświęcim.

## Murale

### Kontrabasiści(Edward Dwurnik)
Mural na budynku przy ulicy Zamkowej, autorstwa Edwarda Dwurnika, wykonany w 2011 roku. Edward Dwurnik to jeden z najbardziej rozpoznawalnych artystów polskiej sztuki współczesnej. Mural przedstawia przedwojennych muzyków grających na kontrabasach. W zamierzeniu twórcy, obraz ma wpływać na postrzeganie Oświęcimia poprzez pryzmat inny niż tragiczny kontekst obozu koncentracyjnego i traumy II wojny światowej.

### Gitarzysta(Andrzej Pągowski)
Zlokalizowany przy ul. Śniadeckiego 22 mural autorstwa Andrzeja Pągowskiego powstał w 2012 roku. Andrzej Pągowski jest twórcą ponad tysiąca plakatów, jest też autorem ilustracji do książek i prasy, okładek płyt, scenografii teatralnych i telewizyjnych oraz scenariuszy filmów i teledysków. Mural powstał w 35-lecie pracy artysty. Członkowie rodziny twórcy zginęli w obozie Auschwitz. Andrzej Pągowski podkreślał w wywiadach, że przesłaniem jego pracy jest pokazanie, że "są ludzie kultury, sztuki na świecie, którzy poprzez swoją pracę deklarują, że chcą życia w pokoju, nie chcą wojny. Zostawiamy takie symbole, a wy zastanówcie się nad tym".

### Błogosławiony spokój nicości(Rafał Olbiński)
Mural autorstwa Rafała Olbińskiego zlokalizowany przy ul. Śniadeckiego 22, wykonany w 2013 roku. Rafał Olbiński to artysta wszechstronny - malarz, ilustrator, grafik, projektant, scenograf, plakacista. Jego twórczość charakteryzuje styl z pogranicza symbolizmu i surrealizmu. Mural ma skłaniać do refleksji, na którą wiele osób ma coraz mniej czasu. Według artysty, obraz nawiązuje do najprostszych rzeczy w życiu i piękna w otaczającej rzeczywistości, którego łatwo nie dostrzec. 

### Gadające głowy

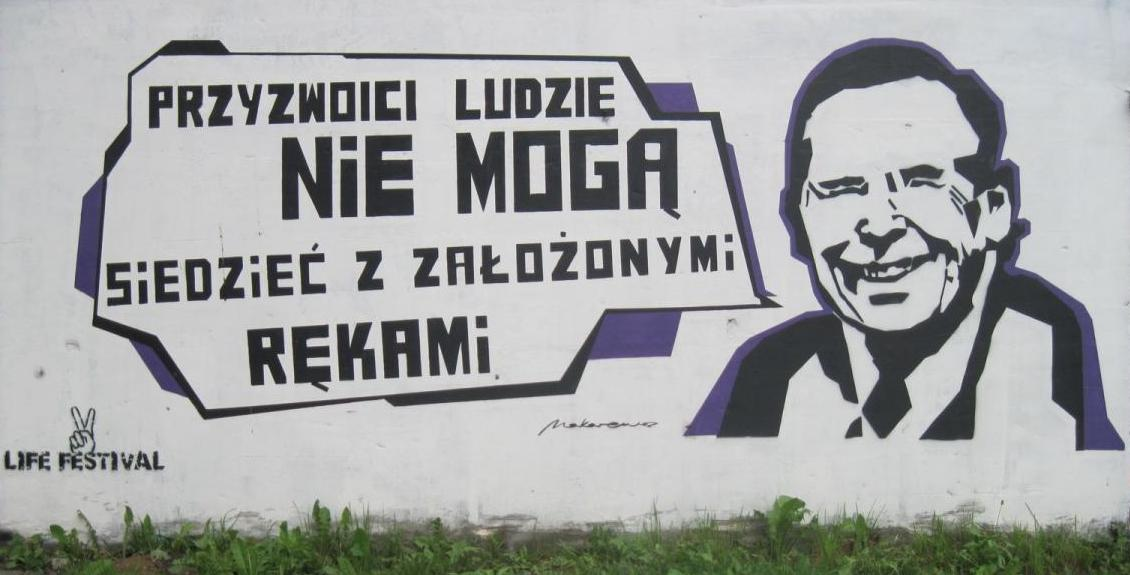
Mural z cyklu Gadające głowy - Vaclav Havel

W siedmiu lokalizacjach w Oświęcimiu umieszczono na murach podobizny powszechnie rozpoznawanych osób – intelektualistów, filozofów, myślicieli, naukowców – wraz z cytatem reprezentującym ich działalność lub twórczość. Na muralach z tego cyklu znalazło się siedem wizerunków: Leszka Kołakowskiego (przy ul. Olszewskiego), Jacka Kuronia (ul. Berka Joselewicza), Marii Skłodowskiej-Curie (ul. Kościelna), Martina Luthera Kinga (ul. Stolarska), Jana Pawła II (ul. Klasztorna), Mahatmę Gandhiego (ul. Bulwary) oraz Vaclava Havla (ul. Dąbrowskiego). Wizerunki zasłużonych działaczy na rzecz praw człowieka mają popularyzować uniwersalne wartości takie, jak tolerancja, prawa człowieka, pokój, demokracja, społeczeństwo obywatelskie. 
Dobór cytatów odnosi się do wciąż istniejących problemów współczesnego świata. Zespół murali ma skłaniać do refleksji i zwracać uwagę na społeczne zagrożenia i konstruktywne postawy. Murale wykonano w 2012 roku w ramach projektu organizowanego przez Centrum Żydowskie w Oświęcimiu podczas festiwalu Life Festival Oświęcim, a ich autorami byli oświęcimianie Tomasz Kiek oraz Mateusz Makarewicz.

### Katedra(Tomasz Bagiński)
Zlokalizowany przy zbiegu ulic Dąbrowskiego i Plebańskiej mural to kadr ze słynnego filmu Tomasza Bagińskiego „Katedra”, nominowanego w 2003 roku do Oscara w kategorii "krótki film animowany". Tomasz Bagiński to polski rysownik, animator, reżyser. Jest artystą znanym głównie jako twórca animacji. Inspiruje się malarstwem Zdzisława Beksińskiego i utworami Jacka Dukaja. 